# فایرفاکس (میزوری)
فایرفاکس (به انگلیسی: Fairfax) یک شهر در ایالات متحده آمریکا است که در شهرستان اچیسون، میزوری واقع شده‌است. فایرفاکس ۱٫۲۴ کیلومتر مربع مساحت و ۶۳۸ نفر جمعیت دارد و ۲۷۷ متر بالاتر از سطح دریا قرار دارد.